# Opština Makedonski Brod
Makedonski Brod (makedonsky Македонски Брод) je opština na západě Severní Makedonie. Pojmenována je po stejnojmenném městě, které je centrem opštiny. Celá opština se nachází v Jihozápadním regionu.

## Geografie
Opština sousedí s :
- opštinami Želino a Brvenica na severu
- opštinami Studeničani a Sopiště na severovýchodě
- s opštinami Čaška a Dolneni na jihovýchodě
- s opštinou Kruševo na jihu
- s opštinou Plasnica na jihozápadě
- s opštinou Kičevo na západě
- s opštinou Gostivar na severozápadě

Centrem opštiny je město Makedonski Brod, pod které spadá dalších 51 vesnic.
Vesnice: Belica, Benče, Bitovo, Blizansko, Breznica, Brest, Crešnevo, Devič, Dolni Manastirec, Dolno Botušje, Dolno Krušje, Dragov Dol, Drenovo, Gorni Manastirec, Gorno Botušje, Gorno Krušje, Grešnica, Inče, Ižište, Kalugerec, Kosovo, Kovač, Kovče, Krapa, Latovo, Lag, Lokvica, Lupište, Mogilec, Modrište, Oreovec, Ramme, Rasteš, Rusjaci, Samokov, Slansko, Slatina, Staro Selo, Suvodol, Sušica, Taževo, Tomino Selo, Topolnica, Trebino, Trebovlje, Vir, Volče, Zagrad, Zdunje, Zrkle, Zvečan

## Demografie
V srpnu roku 2004 při přerozdělování území byla k opštině Makedonski Brod připojena dnes již zaniklá opština Samokov.
Podle posledního sčítání lidu z roku 2021 žije v opštině 5 889 obyvatel.
Etnickými skupinami jsou:
- Makedonci – 5 367 (91,14 %)
- Turci – 241 (4,09  %)
- Albánci – 38 (0,65 %)
- Romové – 18 (0,31%)
- ostatní a neuvedené – 225 (3,81  %)